# Residencia de Mewar

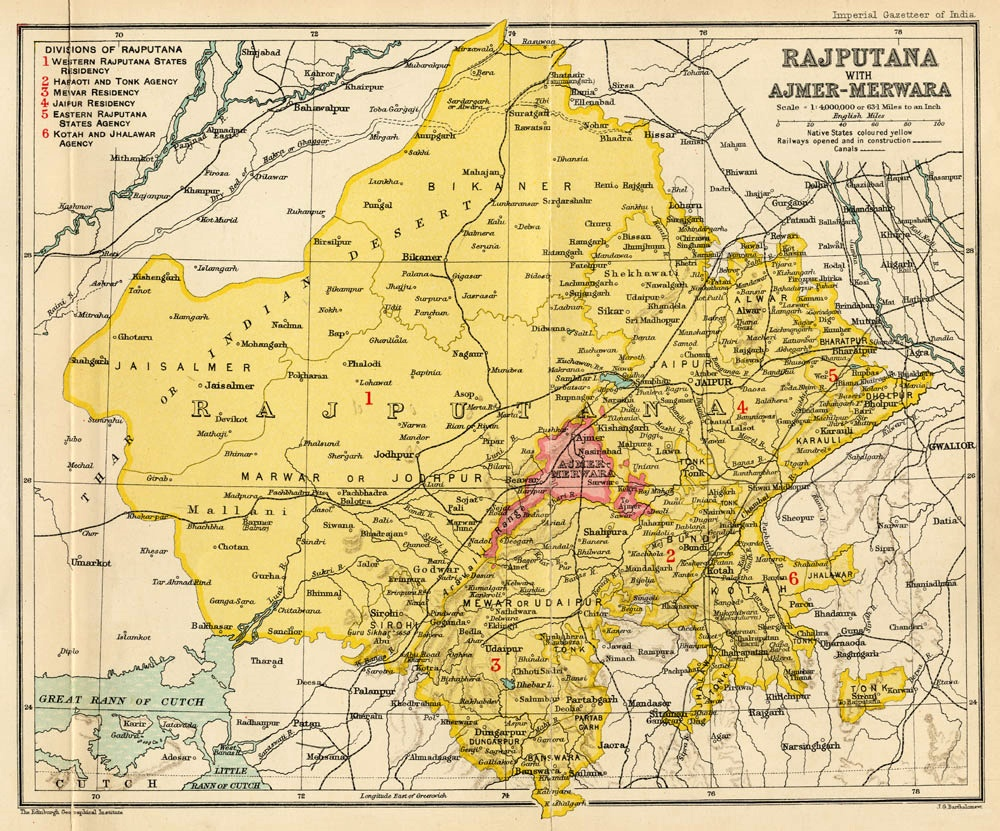
Mapa de la Agencia de Rajputana, mostrando Ajmer-Mewar en color rosa, 1909.

La Residencia de Mewar era una subdivisión política de la Agencia de Rajputana en la India británica. Después de que las relaciones del tratado entre Mewar y la Compañía Británica de las Indias Orientales comenzaran en 1818, el gobierno británico creó una subdivisión política conocida como Agencia de Mewar con su sede en Nimuch. 
En 1860-1861, la sede se trasladó a Udaipur y en 1881-1882, la designación se cambió de 'Agencia' a 'Residencia'. A partir de 1908, la Residencia de Mewar constaba de los cuatro estados de Udaipur, Banswara, Dungarpur y Partabgarh, con sede en Udaipur.
La Agencia de los Estados Occidentales de Rajputana, que incluía los estados de Banswara, Dungarpur y Partabgarh, formó parte de la Residencia de Mewar hasta 1906, antes de que se separara finalmente.